# Georges-Marie Haardt

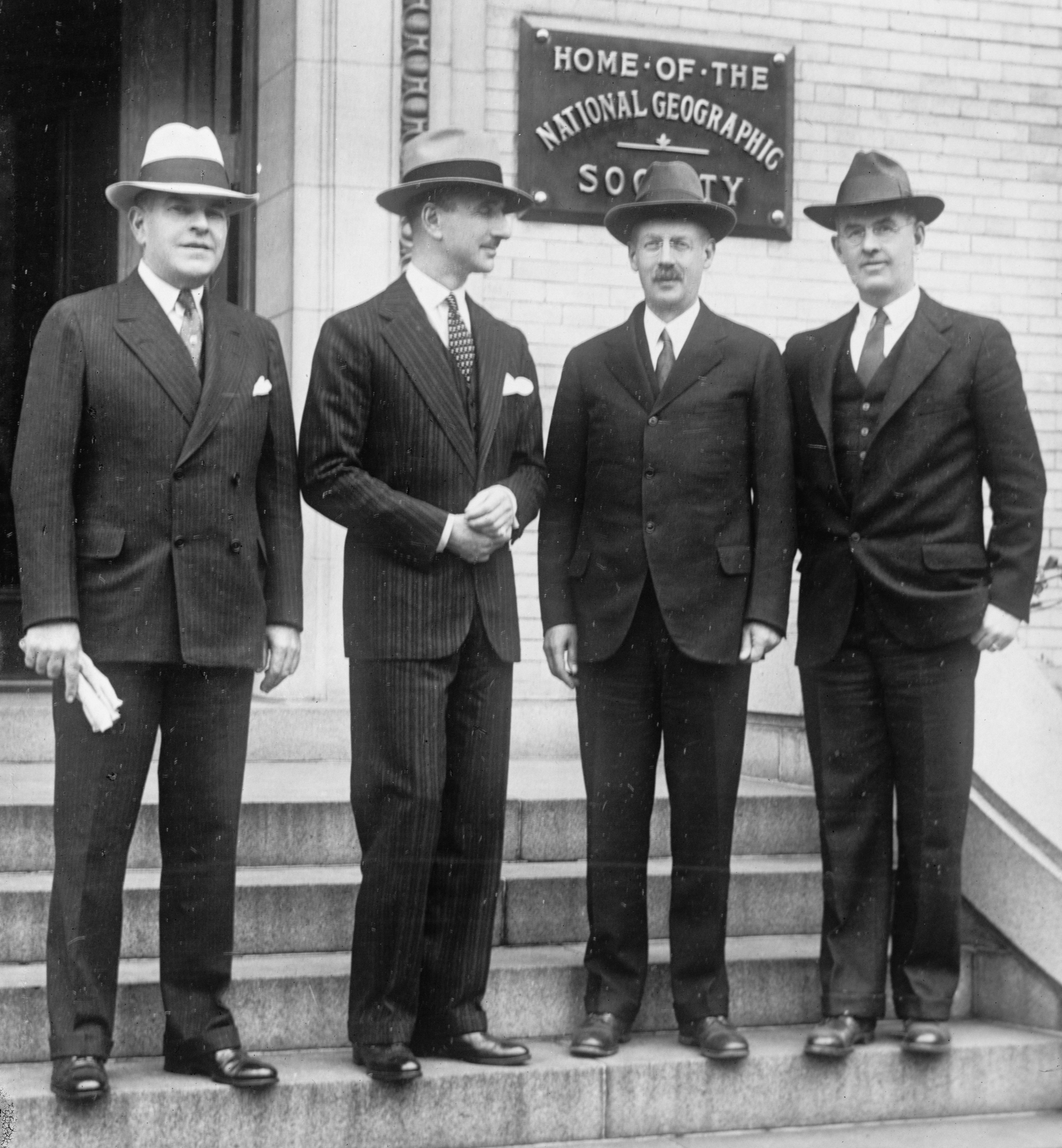
3. Dezember 1930 in Washington, D.C.:
(v. l. n. r.) John Oliver La Gorce, Vizepräsident der National Geographic Society, Georges-Marie Haardt, Organisator und Leiter der Croisière Jaune, Gilbert Hovey Grosvenor, Präsident der National Geographic Society und Maynard Owen Williams, Journalist und Expeditionsteilnehmer.

Georges-Marie Haardt (* 1884 in Neapel; † 16. März 1932 in Hongkong) war ein belgisch-französischer Geschäftsmann, der 20 Jahre lang für den französischen Automobilhersteller Citroën tätig war, zuletzt als Generaldirektor. Er galt als brillanter Geschäftsmann und „rechte Hand des Automobilherstellers André Citroën“.

## Leben

### Herkunft und Werdegang
Haardts Eltern waren Belgier und Inhaber eines Konfektionshauses. Seine Laufbahn begann er als Handelsvertreter und trat dann bei Mors ein, eine ehemalige Firma, die Lokomotiventeile herstellte. Dort schwang er sich innerhalb kurzer Zeit zum leitenden Angestellten auf. Bereits mit 24 Jahren wurde er zum Generaldirektor befördert. Er lernte parallel André Citroën kennen. 1918 wurde er bei Citroën Generaldirektor und Aufsichtsratsmitglied. Zwischen 1920 und 1931 kontrollierte er das gesamte Handelsnetz der Firma, da er als außergewöhnlich guter Geschäftsmann galt.

### Expeditionen
1922 übernahm Haardt die Leitung der ersten Sahara-Expedition. Diese führte durch die Sahara (von Touggourt in Algerien nach Timbuktu in Mali) und wurde mit Citroën-Halbkettenfahrzeugen durchgeführt. 1924 wurde er mit der obersten Leitung der Croisière Noire betraut, einer Transsaharaexpedition, die in der Zeit von 1924 bis 1925 durch Afrika führte und die ihm besondere Bekanntheit bescherte. Haardt organisierte neben diesen beiden Expeditionen schließlich die Croisière Jaune (1931–1932) durch Zentralasien.
Haardt erlebte das Ende der „Croisière Jaune“ (Gelbe Expedition) jedoch nicht mehr, da er am 16. März 1932 in Hongkong an einer Lungenentzündung verstarb.

## Trivia
Die „Gelbe Expedition“ wurde 1975 in einer französisch-deutschen Gemeinschaftsproduktion unter dem Titel Die gelbe Karawane (frz. Titel « La cloche tibétaine ») verfilmt. Georges-Marie Haardt wurde dabei von Wolfgang Preiss dargestellt.